# فيلهلم ماركس
فيلهلم ماركس (بالألمانية: Wilhelm Marx) قاضي وسياسي ألماني (15 يناير 1863 - 5 أغسطس 1946). كان رئيس حزب الوسط الألماني (بالألمانية: Deutsche Zentrumspartei) والمعروف بحزب الوسط الكاثوليكي. تولى منصب المستشار في جمهورية فايمار مرتين:
- الأولى من 30 نوفمبر 1923 إلى 15 يناير 1925.
- والثانية من 17 مايو 1926 إلى 12 يونيو 1928.

كما عمل لفترة وجيزة كرئيس للوزراء في بروسيا في عام 1925. وبإجمالي فترة امتدت لـ 3 سنوات و 73 يومًا، كان هو المستشار الأطول خدمة خلال الفترتين التي تولاها في جمهورية فايمار، كما أنه لم يتول أحد في تاريخ ألمانيا منصب المستشار مرتين غيره هو و هرمان مولر.[ملاحظة1]

## نشأته وحياته
ولد ماركس في 15 يناير 1863 في كولونيا، لأسرة متدينة كاثوليكيًا، وكان والده يوهان ماركس، عميد المدرسة الكاثوليكية.
حصل ماركس على شهادة الأبيتور (الثانوية) من مدرسة مارتسِيلن الثانوية في كولونيا في عام 1881. ثم درس القانون في جامعة بون من 1881 إلى 1884. أثناء دراسته الجامعية، أصبح عضوًا في جمعية الطلاب الكاثوليكية في جامعة بون (بالألمانية: Katholische Studentenverein Arminia Bonn).
في عام 1888، اجتاز ماركس امتحان الدولة الثاني للخدمة المدنية البروسية وبدأ العمل في الإدارة القانونية البروسية كمستشار محكمة في كولونيا والمحكمة الإدارية في فالدبرول ولاحقًا في مكتب الرهن العقاري والسجل العقاري في زيمرن. في عام 1894، أصبح قاضيا في محكمة الولاية في إلبرفيلد، وفي عام 1904، عاد إلى كولونيا للعمل كقاضٍ في محكمة الولاية. من عام 1907 حتي 1921، عمل كقاضٍ في المحكمة العليا للولاية في دوسلدورف، ثم تعين في يناير 1921 رئيس محكمة الولاية في ليمبورغ أن در لان. وفي 27 سبتمبر 1921 أصبح رئيس مجلس شيوخ محكمة استئناف برلين. في ظل الإمبراطورية الألمانية، التي كان يهيمن عليها بروتستانت بروسيا، كان مذهبه الكاثوليكي وأنشطته السياسية في حزب الوسط عقبة في طريقه كمحام ولكنه تجاوزها بمزيد من الكفاح. قضى ماركس فترة حياته الأخيرة أثناء الحقبة النازية معتزلاً في منزله في بون، حتى توفي في 5 أغسطس 1946، ودفن في مقبرة ميلاتن فريدهوف في كولونيا.

## مسيرته السياسية
بدأ ماركس أنشطته السياسية في إلبرفيلد، حيث نشط في حزب الوسط. من عام 1899 إلى عام 1918، كان عضوًا في الرايخستاغ الامبراطوري، وهو مجلس النواب، الغرفة الأولى، في برلمان بروسيا أثناء حقبة الإمبراطورية الألمانية. من عام 1899 إلى عام 1904، شغل منصب رئيس حزب الوسط في إلبرفيلد، ثم من 1906 إلى 1919 نائبًا لرئيس الحزب في راينلاند. في عام 1907، أصبح رئيسًا لحزب الوسط في دوسلدورف، وفي عام 1910، ترأس المؤتمر الكاثوليكي في أوغسبورغ. في عام 1911، أسس جمعية المدارس الكاثوليكية لمحاربة علمنة النظام المدرسي الألماني.
انتُخِب ماركس في جمعية فايمار الوطنية (بالألمانية: Weimarer Nationalversammlung)، والتي كان اسمها الرسمي «الجمعية الدستورية الوطنية الألمانية (Verfassunggebende Deutsche Nationalversammlung)»، والتي انتُخِبت في 6 فبراير 1919، أي بعد قيام جمهورية فايمر ببضعة أشهر واستمرت حتى 21 مايو 1920، كمجلس نواب مؤقت، وكانت مهمتها الرئيسية، هي إعداد الدستور الجديد للجمهورية والمصادقة على معاهدة فرساي. في يونيو 1920، حُلَّت الجمعية وانتُخِب بدلاً عنها مجلس نواب جديد بتسميته السابقة وهي الرايخستاغ لجمهورية فايمار، وانتخب ماركس عضوًا فيه واحتفظ بعضويته حتى 1932. أيد ماركس قرار الرايخستاغ الإمبراطوري للسلام لعام 1917 وعارض مطالب المكاسب الإقليمية من الحرب العالمية الأولى التي حظيت بشعبية بين الوسطاء في راينلاند. كما عارض ماركس أيضًا الثورة الألمانية (1918-1919)، لكنه أيد جمهورية فايمار الجديدة. منح دستور فايمار الكاثوليك الحقوق المدنية الكاملة، على عكس الدستور البروسي السابق. عارض ماركس أيضًا الدعوات الانفصالية في راينلاند وناضل ضد إنشاء جمهورية الراين في ديسمبر 1918. في صيف عام 1919، كان ماركس أحد أعضاء حزب الوسط القلائل الذين أيدوا توقيع ألمانيا على معاهدة فرساي، حيث كان يخشى أن يؤدي عدم التوقيع عليها إلى فصل راينلاند المحتلة عن بروسيا وضمها لفرنسا.
بعد وفاة قادة الحزب كارل تريمبورن وإدوارد بورلاج وماتياس إرزبيرجر، أصبح ماركس رئيسًا لكتلة حزب الوسط في الرايخستاغ في 27 سبتمبر 1921، وفي 17 يناير 1922، أصبح رئيسًا للحزب واستمر في المنصب حتى 1928. كان من مؤيدي التوقيع على معاهدة فرساي ولذلك فقد دعم ماركس المستشار الألماني حينها يوزيف فيرث في كتابه Erfüllungspolitik (سياسة الامتثال)، وهو مصطلح يشير للسياسة الاقتصادية لجمهورية فايمار، والتي عبرت عن امتثال ألمانيا لأحكام مؤتمر لندن (21 فبراير - 14 مارس 1921) فيما يتعلق بدفع ألمانيا تعويضات الحرب العالمية الأولى للحلفاء والتي حددها الحلفاء بـ 123 مليار مارك ذهبي وفقًا لمعاهدة فرساي، والتي أيدها المستشار فيرث إلى أقصى حد ممكن، مقابل عدم احتلال الحلفاء لمنطقة حوض الرور. تلقى المستشار فيلهلم كونو مساعدة من ماركس في حشد العصيان المدني ضد احتلال الرور. ومع ذلك، ساعد ماركس بعد ذلك في استبدال حكومة كونو بالتحالف الكبير برئاسة جوستاف شتريسمان. عندما سقطت حكومة شتريسيمان في نوفمبر 1923، صُعَِد ماركس لمنصب المستشار بتكليف من رئيس جمهورية فايمار فريدريش إيبرت.
قاد ماركس حكومة الرايخ في ظل أزمات سياسية واقتصادية متعددة ومتشعبة، حيث كانت هناك صراعات بين ولايتي ساكسونيا وبافاريا، كما كان الانفصاليون نشيطين في منطقة راينلاند المحتلة ومنطقة بالاتينات. بعد التضخم الاقتصادي الذي حدث عام 1923، أدى إدخال العملة الجديدة أيضًا إلى مشاكل اقتصادية ومالية كبيرة. وقد رد ماركس على ذلك بإجراءات تقشفية في الميزانية العامة، وتسريح الموظفين، وإدخال ضرائب جديدة. وفي العام 1924 بدأت الأوضاع تستتب، الأمر الذي أدى في نهاية فبراير 1924 إلى رفع حالة الطوارئ العسكرية.
في الولاية الثانية لماركس، انضمت ألمانيا إلى عصبة الأمم. وفي تلك الأثناء أطاح ماركس بالجنرال هانز فون سيكت، الذي حول الرايخسفير (الجيش الألماني) إلى دولة داخل دولة. وفي إحدى جلسات الرايخستاغ، كشف عضو الحزب الديموقراطي الاجتماعي SPD، فيليب شايدمان عن تعاون قائم بين الرايخسفير والجيش الأحمر.
في الانتخابات الرئاسية عام 1925، خسر ماركس، كمرشح لتحالف فايمار، بفارق ضئيل أمام باول فون هيندنبورغ. وما كان مؤلمًا له بشكل خاص أن أحد أسباب الهزيمة، هو دعم حزب الشعب البافاري والجماعات الكاثوليكية الأخرى لهيندنبورغ.
شغل ماركس منصب رئيس وزراء بروسيا من 10 فبراير إلى 18 مارس 1925، وفي عام 1926 شغل منصب وزير العدل للرايخ في عهد خلفه المستشار هانز لوثر. احتفظ بعضويته في الرايخستاغ حتى عام 1932.
وصفه رئيس بادن، فيلي هيلباخ، في منتصف العشرينات من القرن الماضي بأنه "سياسي مثالي في حزب الوسط". كما وصفه السياسي الويستفالي من الحزب الديمقراطي الاجتماعي كارل سيفيرينغ بأنه "رجل الوسط السياسي المستقيم".

## روابط خارجية
- فيلهلم ماركس على موقع الموسوعة البريطانية (الإنجليزية)
- فيلهلم ماركس على موقع مونزينجر (الألمانية)
- فيلهلم ماركس على موقع إن إن دي بي (الإنجليزية)